# Cité Leclaire
La cité Leclaire est une voie du 20e arrondissement de Paris, en France.

## Situation et accès
La cité Leclaire est une voie publique située dans le 20e arrondissement de Paris. Elle débute au 17, rue Riblette et se termine en impasse.

## Origine du nom
Cette voie fait référence au nom du propriétaire des terrains sur lesquels elle a été créée.

## Historique
Cette voie est ouverte sous sa dénomination actuelle vers 1885.
Elle a été rénovée dans le cadre de la ZAC Ancien Village de Charonne.